# Ёбуз
Ёбуз (Ёвуз; тадж. Ёбуз) — село в Хатлонской области Республики Таджикистан. 
Входит в состав джамоата (сельской общины) им. Носира Хусрава Кубодиёнского района.
Находится на расстоянии 2 км от райцентра и центра джамоата (расп. в части пгт. Кубодиён).
Население — 2500 чел. (2017).